# (63145) Choemuseon
(63145) Choemuseon est un astéroïde de la ceinture principale.

## Description
(63145) Choemuseon est un astéroïde de la ceinture principale. Il fut découvert le 4 décembre 2000 à Bohyunsan par Young-Beom Jeon et Byung-Chol Lee. Il présente une orbite caractérisée par un demi-grand axe de 3,19 UA, une excentricité de 0,16 et une inclinaison de 2,3° par rapport à l'écliptique.

## Compléments